# Eucalyptus eugenioides
El Eucalyptus eugenioides, conocido en inglés como thin-leaved stringybark («corteza-fibrosa con hojas delgadas»), es una especie de eucalipto perteneciente a la familia de las mirtáceas y muy común al este de Australia. Se distribuye por Queensland, Nueva Gales del Sur y Victoria. Crece hasta los 30 m de altura en los bosques de eucaliptos secos con suelos fértiles o cubiertos de hierba.
El tronco puede llegar a ser hasta de 70 cm de ancho. La corteza es de color gris a rojo-marrón y muy fibrosa. Sus hojas, de color verde mate, son lanceoladas (en forma de lanza), y en su edad adulta miden 10-14 cm de largo y 2-3.3 cm de ancho. Las flores, de color blanco, están dispuestas en grupos de once y aparecen de forma aleatoriamente en cualquier momento entre marzo y septiembre.

## Ecología y cultivo
El Eucalyptus eugenioides se regenera rápidamente tras un incendio forestal debido a los brotes epicórmicos y pueden vivir más de cien años.
Este eucalipto ha sido llevado a cultivos de California, donde crece en las zonas costeras. En Nueva Gales del Sur es también conocido como good kind stringybark («el buen corteza-fibrosa») por los apicultores, ya que las abejas que se nutren de él están más sanas y producen miel con el nivel ideal de aminoácidos. También proporciona la última cosecha de polen antes del invierno.